# ヴィルヘルム・バウアー (潜水艦)
|          | |
| 艦歴     | |
| 計画     | |
| 起工     | 1944年10月28日 |
| 進水     | 1945年1月13日 |
| 就役     | 1945年2月24日（U2540として）。1960年9月1日（ヴィルヘルム・バウアーとして）。 |
| その後   | 1945年5月4日自沈。1957年6月引き揚げ。1984年4月27日博物館船 |
| 除籍     | 1968年8月28日（ヴィルヘルム・バウアーとして） |
| 性能諸元 | |
| 排水量   | 水上1,624ｔ、水中2,100ｔ |
| 全長     | 76.70m |
| 全幅     | 8.00m |
| 吃水     | 5.30m |
| 機関     | 水上：ディーゼル MAN M6V40/46KBB過給機付き6気筒 2基 4,000hp(2,9MW)2軸 水中：SSW GU365/30 double-acting 電動機 5,000 PS (3.7 MW) 2基 SSW GV232/28 無音潜航用電動機 226 PS (0.166 MW) 2基 |
| 速力     | 水上（ディーゼル）：15.6kt(28.9km/h) 水上（電動機）：17.9kt(33.2km/h) 水中（電動機）：17.2kt(31.91km/h) 水上（無音潜航）：6.1kt(11.3km/h)                                               |
| 航続距離 | 水上：15,500海里(28,700km)（10ノットで） 水中：340海里(630km)（5ノットで） |
| 燃料     | |
| 乗員     | 57名 |
| 兵装     | 53.3cm魚雷発射管x6（艦首、搭載魚雷23本又は魚雷17本と機雷12基） 2cm対空砲4門 |
| 備考     | |

ヴィルヘルム・バウアー（Wilhelm Bauer、元の艦名はU-2540）は、第二次世界大戦終結少し前に完成したドイツ海軍(Kriegsmarine)のXXI型潜水艦の1隻である。哨戒活動に出ることなく戦争末期に自沈した。本艦は現存する唯一のXXI型Uボートである。

## 建造と戦時の就役
U-2540の建造は1944年10月28/29日にハンブルクのブローム・ウント・フォス社で始まり、1945年1月13日に進水、2月24日に訓練のために第31潜水隊群で就役した。ボーンホルム島のレンネ（Rønne）での訓練を終えると、4月に前線へ向かった。戦争末期の燃料不足のためにスヴィネミュンデに配置換えされ、1945年5月4日にフレンスブルクの灯台船の近くで自沈した。

## 引き揚げ、再装備と新たな就役

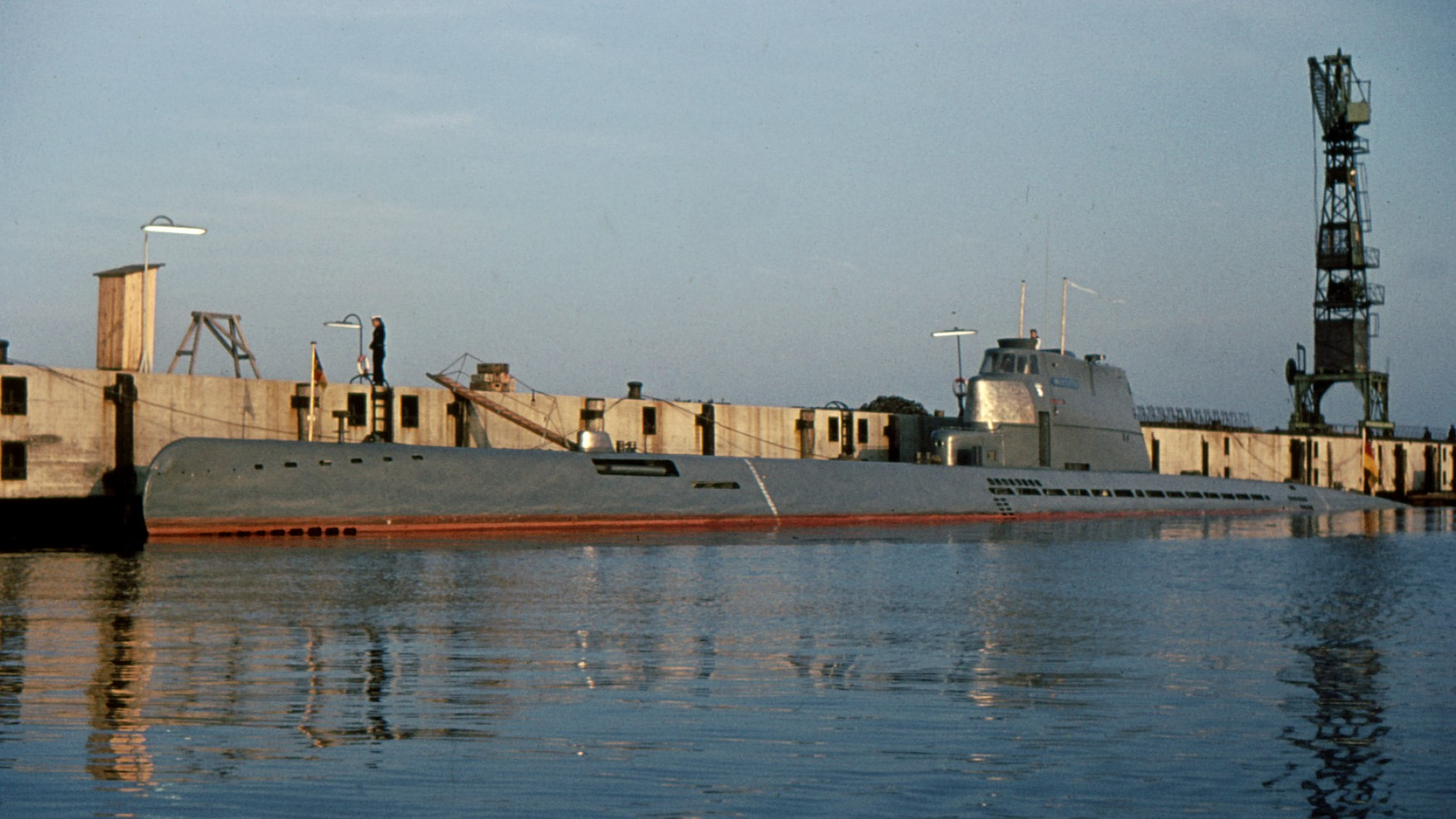
再就役したヴィルヘルム・バウアーをエッカーンフェルデにて撮影（1963年）

バルト海の底に沈んで10年以上経た1957年6月にU-2540は引き揚げられキールのホヴァルツヴェルケ＝ドイツ造船でオーバーホールを施された。ドイツ連邦海軍で調査船として就役すると、1960年9月1日から1968年8月28日まで試験艦（241型）として使用された。オーバーホール後に再進水したときに本艦は、1850年にアウグスト・ホヴァルト（August Howaldt）によりキールで製作されたドイツで最初の潜水艦「ブラントアウヒャー」（Brandtaucher）を設計したヴィルヘルム・バウアーの名に因んでその名を命名された。1970年5月に再度就役し、今度は民間人の乗組員による運用で206型潜水艦の技術実証試験を実施するためのテストベッド艦として使用された。1980年5月6日に駆逐艦Z-3と潜航中に衝突した後、11月18日にエッカーンフェルデ（Eckernförde）で役務から外され、最終的には1982年3月15日に退役となった。

## 博物館船への改装

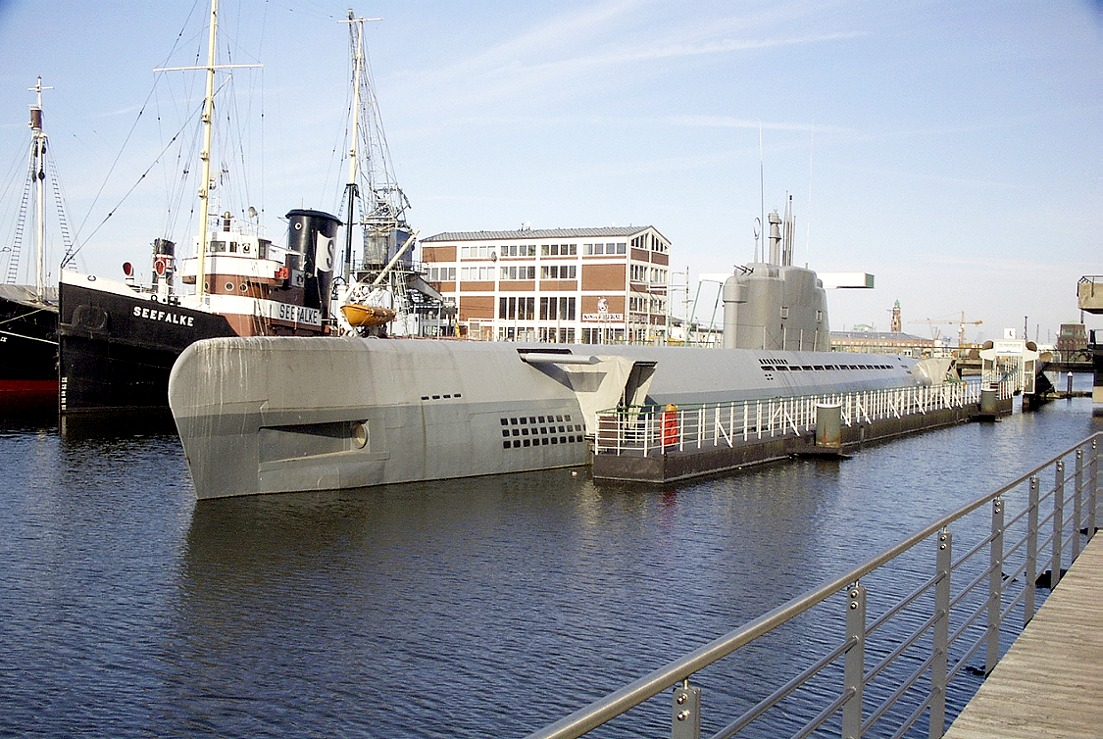
ブレーマーハーフェンで博物館船となったヴィルヘルム・バウアー

ヴィルヘルム・バウアーは国防省から売りに出され、ドイツ海洋博物館協会の理事会とドイツ海洋博物館（Deutsches Schiffahrtsmuseum）により買い取られた。1983年8月にゼーベック造船所へ運ばれると第二次世界大戦時の状態に修復され、1984年4月27日に博物館船として公開された。現在はヴィルヘルム・バウアー技術博物館協会（the Wilhelm Bauer Technology Museum association）が協賛している。この艦は模造の30 mm連装機関砲を装備しており、艦橋の窓はドイツ連邦海軍時代とは異なり塞がれている。

## ギャラリー

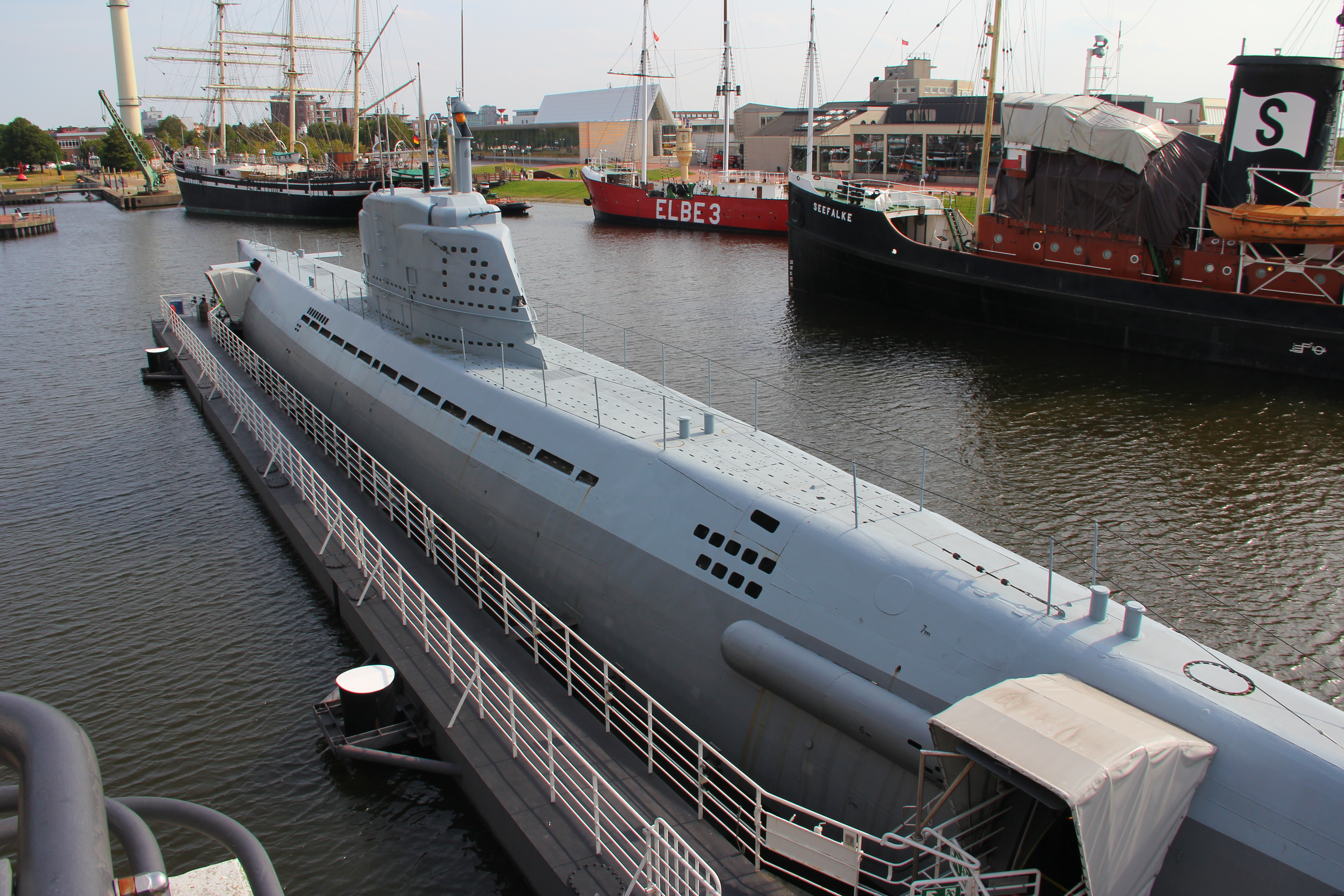
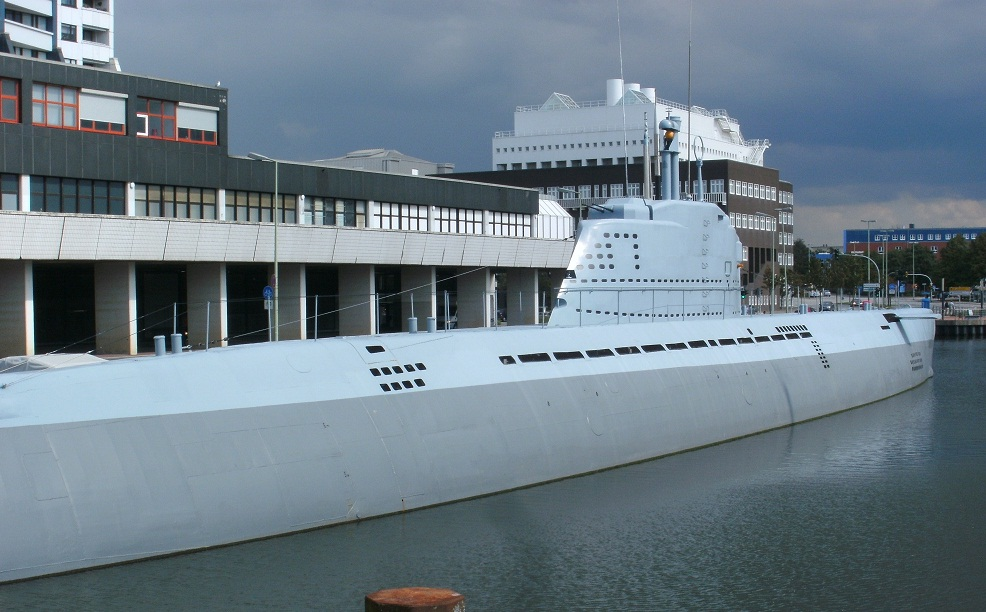
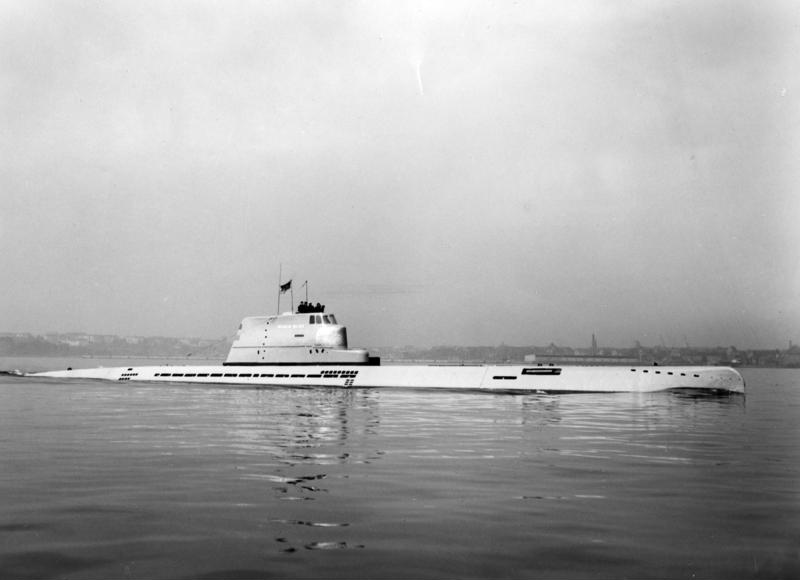